# Studium der Wirtschaftsinformatik
Ein Wirtschaftsinformatikstudium ist ein Studium des Fachs Wirtschaftsinformatik. Es steht in Deutschland auf Rang 10 der meiststudierten Fächer (2022; Betriebswirtschaft und Informatik auf dem ersten bzw. zweiten Platz). Es verknüpft Inhalte der Betriebswirtschaft mit denen der Informatik.

## Allgemein
Ein Studium der Wirtschaftsinformatik besteht üblicherweise aus Modulen von Betriebswirtschaft sowie von Informatik. Je nach Hochschule und Schwerpunkt können auch weitere Module anderer Fächer Teil des Studiums sein. Häufig ist der Studiengang entweder an einer Fakultät für Wirtschaftswissenschaften oder einer Fakultät für Informatik angesiedelt, anderenorts wird er kooperativ von zwei Fakultäten (z. B. am Karlsruher Institut für Technologie durch die Fakultäten Wirtschaftswissenschaften und Informatik) angeboten. Eigene Fakultäten für Wirtschaftsinformatik (z. B. Universität Mannheim) sind eher die Ausnahme. 
Der Abschluss dieses Studiums befähigt zum Arbeiten in verschiedenen Bereichen, unter anderem etwa Software-Entwicklung, Beratung und Prozessmanagement. Auch eine wissenschaftliche Karriere ist möglich, etwa bei einem Forschungsinstitut. Durch die interdisziplinäre Ausrichtung des Studiums ergeben sich eine Vielzahl von Einsatzmöglichkeiten.
Der Frauenanteil im Wirtschaftsinformatikstudium lag 2016 dem Centrum für Hochschulentwicklung nach bei 20,7 Prozent und damit leicht über dem der reinen Informatik (18,2 %) sowie deutlich unter denen der medizinischen Informatik (44,9 %) und der Bioinformatik (38,0 %).

## Studieninhalte
In einem Studium der Wirtschaftsinformatik lernen Studenten mathematische sowie wissenschaftliche Grundlagen kennen, die zum Erlernen der eigentlichen Kernthemen befähigen. Diese Kernthemen lassen sich in die zwei Felder Betriebswirtschaft und Informatik aufteilen und können folgende Themen beinhalten (genannt sind typische Beispiele, Abweichungen sind möglich und nicht ungewöhnlich):
| Betriebswirtschaft        | Informatik            |
| ------------------------- | --------------------- |
| Finanzbuchhaltung         | Programmierung        |
| Rechnungswesen            | Software-Technik      |
| Unternehmensführung       | Cyber-Security        |
| Investitionen             | Datenbanken           |
| Geschäftsanalyse          | Netzwerke             |
| Prozessmanagement         | Verteilte Systeme     |
| Digitale Geschäftsmodelle | Business Intelligence |